# ジャスティン・ティンバーレイク
ジャスティン・ランダル・ティンバーレイク（Justin Randall Timberlake、1981年1月31日）は、アメリカ合衆国の男性シンガーソングライター、俳優である。身長185cm。

## 概要
アメリカのテレビ番組「スター・サーチ」の挑戦者として登場して以来早くから名声を手にし、ディズニー・チャンネルのテレビシリーズ『ミッキーマウス・クラブ』に出演して将来のバンド仲間JC・シャゼイに出会う。1990年代後半、男性ポップグループイン・シンクのリード・シンガーとして有名になった（イン・シンクの設立はルー・パールマンの融資によるもの）。
2002年、ソロデビューアルバム『ジャスティファイド』を発表すると世界中で700万枚以上を売り上げ、『ライク・アイ・ラヴ・ユー』『ロック・ユア・ボディー』などのヒットも生んだ。2枚目のアルバム『フューチャー・セックス/ラヴ・サウンズ』（2006年）はビルボード200で初登場1位となり、『セクシー・バック』『マイ・ラブ』『ワット・ゴーズ・アラウンド.../... カムズ・アラウンド』などもUSチャートで1位となった。10のグラミー賞とともに4つのエミー賞を獲得している。音楽活動以外ではファッションブランドやレストランを立ち上げており、俳優としても活動。

## 生い立ち
テネシー州メンフィスにて、イギリス人とネイティブ・アメリカンの血を引く両親の間に生まれる。彼の父方の祖父、チャールズ・L・ティンバーレイクはバプテストの牧師であった。ジャスティンもバプテストとして育ったにもかかわらず、現在は自身を「宗教的というよりはスピリチュアルに」と考えている。
1985年に両親は離婚。その後両者とも再婚しており、ジャスティンには3人の異母弟妹がいる。ティンバーレイクは、メンフィス近郊のシェルビーフォレストのコミュニティで育った。
歌手としての最初の試みは、オーディション番組『スター・サーチ』でのカントリー・ミュージックの歌唱であった。この時は「ジャスティン・ランダル」として出演している。

## キャリア

### 音楽活動
1993年から1994年まではブリトニー・スピアーズやクリスティーナ・アギレラと同じく、子供番組『ミッキーマウス・クラブ』に出演。
1995年にポップグループイン・シンクに入り、最年少メンバーとして活躍。イン・シンクは2001年までに4枚のアルバムを発表し、特に3作目『No Strings』ではアメリカの初動売り上げ枚数歴代1位（約241万枚）を記録するなどトップアイドルとして大成功を収める。
2002年にソロデビュー。敏腕プロデューサー・チーム、ザ・ネプチューンズや、R&B、ヒップホップ界の名プロデューサー、ティンバランドと組んで製作されたアルバム『Justified』は、「Cry Me A River」「Rock Your Body」など4曲のシングルヒットを出し、アルバムの販売もアメリカ国内だけで300万枚を記録する大ヒット、「白人ポップシンガーによるアーバンソング」という2000年代のヒットの構図に先鞭をつけた。この成功で2003年の第45回グラミー賞も受賞し、ステージではキーボードを弾きながらファンキーにアレンジしたシングルを披露した。
2004年にはスーパーボウルのハーフタイムショーでジャネット・ジャクソンと共演中、ジャネットの胸を露出させたのが問題視され大スキャンダルとなる（後述）。
2006年秋、2ndアルバム『FutureSex/LoveSounds』を発表。ここからのシングル「Sexy Back」「My Love」「What Goes Around...Comes Around」の3曲が連続で全米No.1を記録する快挙を達成（3曲連続は2003年のアッシャー以来4年ぶり）。その後もヒットは続き、このアルバムからだけで合計6曲の全米Top40ヒットを輩出した。これはマイケル・ジャクソンの『Dangerous』（1991年発売・6曲がTop40入り）以来15年ぶりの記録である。
このアルバムからのシングルカットが途絶えた2008年ごろから、マドンナ、シアラ、デュラン・デュラン、ロンリー・アイランドらの楽曲へのフィーチャリングゲストとして散発的にシーンに登場し、自身が見出したエスミー・デンタースをデビューさせるなどの形でも音楽活動を続けるが、自身がメインとなる活動はなくなりしばらく俳優業に専念するようになる。
2013年3月に3rdアルバム『20/20エクスペリエンス』を発表。長年音楽活動から遠ざかっており俳優への転向も噂される中で突如として発表された7年ぶりの新作ということもあって大きな話題となり、アメリカではこの年の発売初週最大記録である96万8000枚を売り上げてBillboard 200チャート初登場1位を記録した。同年9月には早くもその続編となる4thアルバム『20/20エクスペリエンス 2/2』を発表し、こちらも米Billboard 200チャートで初登場1位を記録した（初週売上枚数は35万枚）。

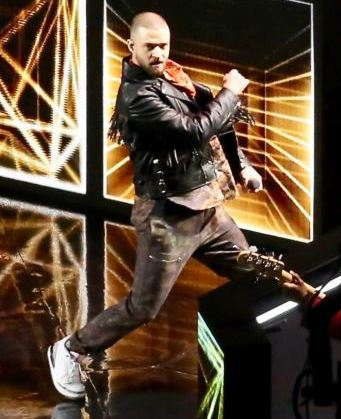
2018年のスーパーボウル出演時のジャスティン・ティンバーレイク

2018年、第52回スーパーボウルのハーフタイムショーに出演。

### 俳優活動
2005年に『エジソン』で映画初出演を果たす（映画自体は公開されず、DVD発売だった）。その後もいくつかの映画に出演。2007年公開のアニメーション映画『シュレック3』では声優を務めている。また2010年公開の映画『ソーシャル・ネットワーク』にも主人公に大きな影響を与える重要な役どころで出演している。
2011年公開の『TIME/タイム』では主演に抜擢され、時間が通貨となる近未来サスペンス調の脚本には本人も好意を寄せ、撮影にも意欲的に取り組んでいたという。

### その他の活動

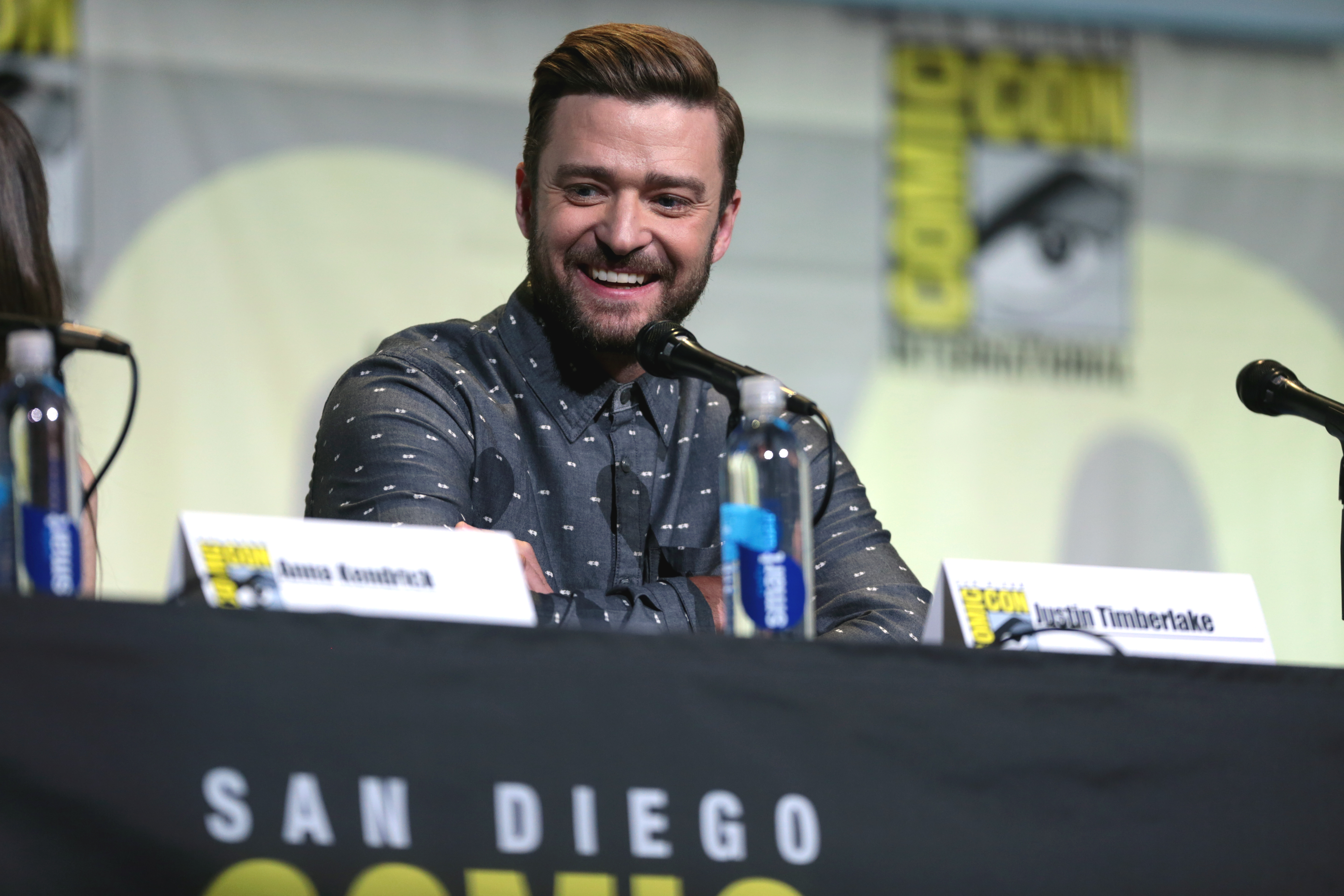
ジャスティン・ティンバーレイク（2016年）

2006年に洋服ブランド「William Rast」を立ち上げる。翌年にはBBQレストラン「Southern Hospitality」をニューヨーク市内でオープンさせる。

## 不祥事と論争
2004年2月、第38回スーパーボウルのハーフタイムショーの中でジャネット・ジャクソンと共演（ゲスト出演）。曲の終わり、ジャスティンがジャネットの衣装を引きちぎって、片方の胸を露出させてしまうという事件を起こし、国民的行事かつテレビの生放送だったこともあり激しい非難を浴びた。この一件で一時ジャネットは業界から干されたが、ジャスティンはお咎めを受けず、2018年にはジャスティン単独でハーフタイムショーにヘッドライナーとして再出演したことから後年になってその対応が人種差別・男女差別だったのではないかと指摘されている。更にこの一件によって直接関係のないJC・シャゼイがNFLのプロボウルへの出演を取り消される事態まで引き起こした。
結婚後の2019年、『パーマー』の共演者アリーシャ・ウェインライトと手を繋いでいる姿がパパラッチされた、アリーシャがジャスティンの膝に手を置いている姿も撮られており釈明に追われる事態となった。
新型コロナウィルス感染症の世界的流行によるパンデミックの最中にあった2020年、「24時間子守をするのは人間的でない」とツイート。あくまでもジョークのつもりであったが、その発言はパンデミック下での富裕層との二極化を表すものだとして批判を受けた。
2023年、イン・シンクは20年ぶりの新曲「ベター・プレイス」を発表したが、クレジット表記が「インシンク フィーチャリング ジャスティン・ティンバーレイク」となっていることに一部のファンからなぜ特別扱いされているのか？との意見が出た、これについて当時他のメンバーからコメントはなかった。
2024年、後述のブリトニーの回顧録での告白を受けて大きな非難が巻き起こる中、ニューヨークで開催された無料公演にて、ブリトニーとの破局を題材にした「クライ・ミー・ア・リヴァー」を歌う前に「この機会を受けて、僕は絶対に誰にも謝らない」と発言したことで更なる批判を受けた。

### 飲酒運転での逮捕
2024年6月18日、飲酒運転で逮捕。報道によるとジャスティンの乗った車は停止標識で停止せず、右側通行を守らず外れていた。警官が不審に思い停止させるとジャスティンは充血した目をしており、呼気からは強いアルコールの匂いがしたと起訴状に記載されており、警察官の飲酒検査に対しては反応に乏しく喋り方もゆっくりであったという。更に警官は呼気アルコール検査を求めたが、ジャスティンはこれを拒否した。
逮捕後の調べに対して「マティーニを1杯飲んだ」と供述している。

## 私生活

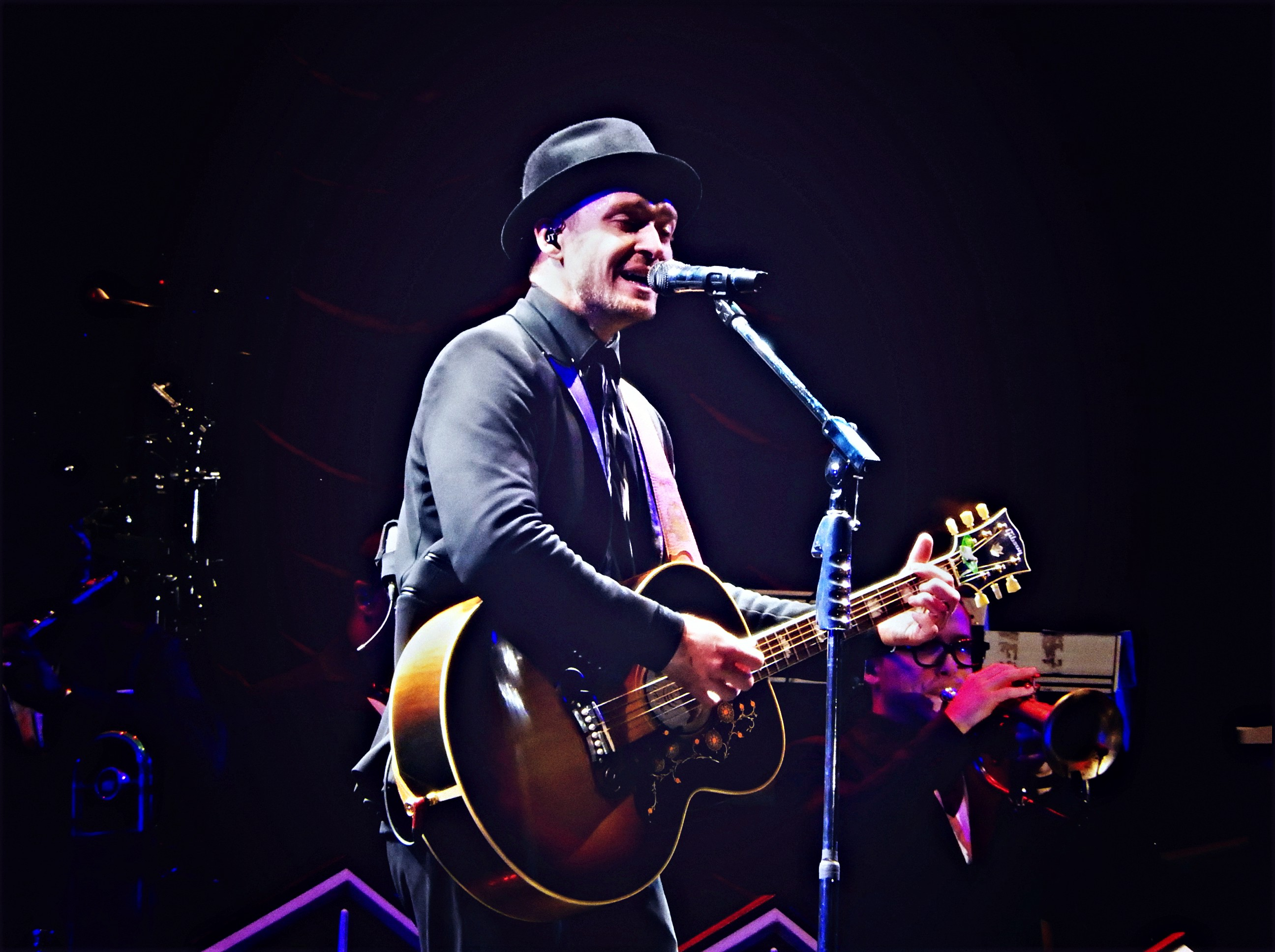
ジャスティン・ティンバーレイク（2014年）

### ブリトニー・スピアーズとの交際と破局
1999年早く、ジャスティンはニュー・ミッキー・マウス・クラブで共演した同じポップス歌手のブリトニー・スピアーズとの関係で注目を浴びた。その後2002年に破局が明らかになった。
2023年にスピアーズが出版した回顧録の中で、二人が19歳の頃にブリトニーが二人の子供を妊娠していたと明らかにした。スピアーズは子供を望んだが、ティンバーレイクは妊娠を喜ばず父親になるのを嫌がったためスピアーズは中絶せざるを得なかった。更にスピアーズも交際中に振付師のウェイド・ロブソンと性行為を伴わない一夜限りの関係を持ったものの、ジャスティンもオール・セインツのメンバーなど他の有名人と複数回にわたって浮気していたと綴っている。別れ話はジャスティンからで、テキストメッセージ一通で別れを告げた。

### 交際関係と結婚
1997年から1999年まではヴェロニカ・フィンと、2003年から2007年まではキャメロン・ディアスと交際。キャメロンとの交際中に元プレイボーイモデルのゾー・グレゴリーがジャスティンと関係を持ったことをのちに明かしている。
その後ジェシカ・ビールと交際し、別れている。ジェシカとの交際中にオリヴィア・マンと3日間にわたって浮気していたことが報道されたが、ジャスティン側の担当者は否定、しかしオリヴィアの代理人はコメントを避けた。
2011年にはミラ・クニスとの交際も騒がれていた。しかし本人は「ミラとは映画『ステイ・フレンズ』で共演したが、デートはしていない」と語っており「兄弟みたいなものだ」と噂を否定した。また、その後ジェシカ・ビールと復縁。2012年1月、彼女と婚約。同年10月、イタリアのボルゴ・イグナシア・リゾートで彼女と結婚した。
2015年4月11日(現地時間)、ジェシカ・ビールとの間に第1子となる男児が誕生。米ピープル誌によると、男児はサイラス・ランダル・ティンバーレイクと名付けられた。“サイラス”は、2012年に亡くなったジャスティンの母方の祖父ビル・ボーマーさんのミドルネーム。“ランダル”はジャスティンの父の名前で、ジャスティン本人のミドルネームでもある。

### チャリティー活動
2010年1月、デイリー・ビーストのホームページが「2009年度に最も寄付金を集めたアーティスト」のランキングを発表し、2009年度に集めた寄付金額が919万8,072ドル（日本円で約8億5,000万円）で1位にランクインした。この寄付金はジャスティンのお気に入りのチャリティーであるシュライナーズ子ども病院に寄付された。

## ディスコグラフィ

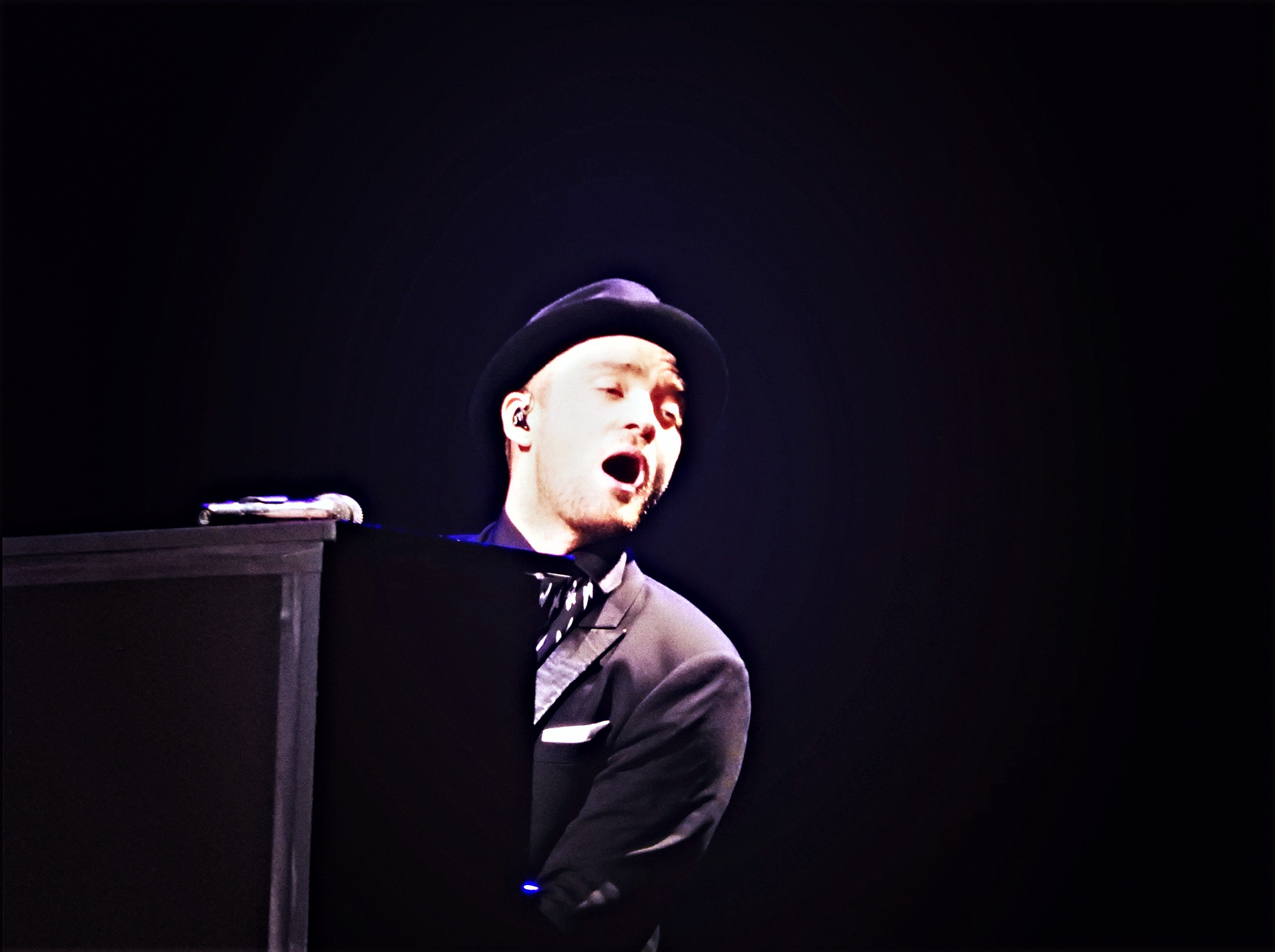
ジャスティン・ティンバーレイク（2014年）

- 2002年　ジャスティファイド　Justified
- 2006年　フューチャーセックス／ラヴサウンズ FutureSex/LoveSounds
- 2013年　20/20エクスペリエンス　The 20/20 Experience
- 2013年　20/20エクスペリエンス 2/2　The 20/20 Experience – 2 of 2
- 2018年   マン・オブ・ザ・ウッズ  Man of the Woods
- 2024年 Everything I Thought It Was

## 主な出演作品
- 天才少年ジミー・ニュートロン Jimmy Neutron: Boy Genius （2001年） 声の出演、日本ではビデオスルー
- F.R.A.T./戦慄の武装警察 Edison （2005年） 日本未公開
- TRIPPIN' キャメロン・ディアス世界（珍）冒険紀行 Trippin （2005） テレビシリーズ
- アルファ・ドッグ 破滅へのカウントダウン Alpha Dog （2006年） ビデオスルー
- ブラック・スネーク・モーン Black Snake Moan （2006年）
- サウスランド・テイルズ Southland Tales （2007年） ビデオスルー
- シュレック3 Shrek the Third （2007年） 声の出演
- 愛の伝道師 ラブ・グル The Love Guru （2008年） ビデオスルー
- 最高の人生の選び方 The Open Road （2009年） ビデオスルー
- ソーシャル・ネットワーク The Social Network （2010年）
- ヨギ & ブーブー わんぱく大作戦 Yogi Bear （2010年） 声の出演、ビデオスルー
- バッド・ティーチャー Bad Teacher （2011年）
- ステイ・フレンズ Friends with Benefits （2011年）
- TIME/タイム In Time （2011年）
- 人生の特等席 Trouble with the Curve （2012年）
- ランナーランナー Runner Runner  (2013年)
- インサイド・ルーウィン・デイヴィス 名もなき男の歌 Inside Llewyn Davis (2013年)
- 女と男の観覧車 Wonder Wheel （2017年）
- パーマー Palmer (2021年)
- レプタイル -蜥蜴- Reptile (2023年)